# Papás por encargo 2 (banda sonora)
Disney papás por encargo 2 (banda sonora original) es la banda sonora de la segunda temporada de la serie web homónima, se lanzó el 8 de noviembre de 2023. 

## Sencillo
- Ven: sencillo lanzado el 27 de octubre de 2023 como promoción de  la serie, interpretado por Lalo Brito, Jorge Blanco y  Michael Ronda[3]

## Lista de canciones
| N.º   | Título                      | Escritor(es) | Duración |  |
| 1.    | «Me gusta»                  | Jorge Blanco Guereña, José Eduardo Brito Morales, Mariana Cruz Moran, Oscar Iván Calderón González                     | 2:44     |  |
| 2.    | «Suave»                     | Kiko Cibrian, Orlando Castro                                                                                           | 3:49     |  |
| 3.    | «Aunque no estés»           | Federico Maximiliano Montero Torres, Jorge Blanco Guereña, José Eduardo Brito Morales, Stephani Monique Camarena Caire | 2:43     |  |
| 4.    | «Que no quede huella»       | José Guadalupe Esparza                                                                                                 | 3:23     |  |
| 5.    | «Ven»                       | Jorge Blanco Guereña, José Eduardo Brito Morales, Mariana Cruz Moran, Michael Ronda, Oscar Iván Calderón González      | 2:53     |  |
| 6.    | «Que no quede huella-banda» | José Guadalupe Esparza                                                                                                 | 3:18     |  |
| 7.    | «Aunque no estés-Banda»     | Federico Maximiliano Montero Torres, Jorge Blanco Guereña, José Eduardo Brito Morales, Stephani Monique Camarena Caire | 2:52     |  |
| 21:45 |                             | |          |  |

## Historial de lanzamiento
| Región  | Fecha                  | Sello               | Formato                     | Ref   |
| ------- | ---------------------- | ------------------- | --------------------------- | ----- |
| Mundial | 8 de noviembre de 2023 | Walt Disney Records | Descarga digital, streaming | [ 4 ] |